# Raul Donazar Calvet
Raul Donazar Calvet (Bagé, 3 november 1934 - Porto Alegre, 29 maart 2008) was een  Braziliaanse voetballer. 

## Biografie
Calvet begon zijn carrière bij Bagé uit zijn thuisstad. In 1956 maakte hij de overstap naar Grêmio en won er vier keer op rij het Campeonato Gaúcho mee. In 1960 had hij een toptransfer beet bij Santos. Hier kwam hij in een team terecht met stervoetballers Coutinho, Pelé, Pepe en Gilmar. Hij won er vier keer op rij het Campeonato Paulista mee en evenveel keer de landstitel, één keer het Torneio Rio-São Paulo, twee keer de Copa Libertadores en twee keer de Wereldbeker voetbal.
Hij speelde tien wedstrijden voor het nationale elftal en speelde onder andere op het Pan-Amerikaans voetbalkampioenschap 1960, waar hij tweede werd met Brazilië. 